# Зеленоволий оздобник
Зеленоволий оздобник (Lophorina) — рід горобцеподібних птахів родини дивоптахових (Paradisaeidae). Містить 3 види.

## Поширення
Представники роду поширені в Новій Гвінеї. Мешкають у гірських дощових та хмарних лісах.

## Види
- Оздобник зеленоволий (Lophorina superba)
- Оздобник західний (Lophorina niedda)
- Оздобник короткокрилий (Lophorina minor)